# Walter Davis
Walter Paul Davis (Pineville, Carolina del Norte; 9 de septiembre de 1954-Charlotte, 2 de noviembre de 2023) fue un jugador de baloncesto estadounidense que jugó durante 15 temporadas en la NBA. Con 1,98 metros de altura, lo hacía en la posición de Escolta.

## Trayectoria deportiva

### Universidad
Jugó durante cuatro temporadas con los Tar Heels de la Universidad de North Carolina, en las que promedió  15,7 puntos, 5,6 rebotes y 3,4 asistencias por partido.

### Profesional
Fue elegido en la quinta posición del 1977 por Phoenix Suns, donde, tras promediar 24,2 puntos y 6,0 rebotes por partido, fue elegido Rookie del Año. Jugó allí durante 11 temporadas, consiguiendo anotar en casi todas ellas más de 20 puntos por partido, y siendo seleccionado en 6 ocasiones para disputar el All-Star Game. En 1988 fue llamado a declarar en un juicio por un asunto de uso de drogas por parte de compañeros de los Suns a cambio de inmunidad (había tenido que realizar en dos ocasiones curas de desintoxicación por consumo de cocaína), pero se negó, siéndole roto su contrato con el equipo.
En la temporada siguiente, ya con 34 años, ficha por Denver Nuggets, donde, jugando de sexto hombre mantuvo unos excelentes registros en las dos temporadas y media que pasó. Mediada la temporada 1990-91 es traspasado a Portland Trail Blazers, regresando a Denver al año siguiente, para jugar su último año como profesional.
En sus 15 temporadas consiguió promediar 18,9 puntos, 3,8 rebotes y 3 asistencias por partido.

### Selección nacional
En 1976 fue elegido para jugar con la Selección de baloncesto de Estados Unidos, dirigida por Dean Smith, las  Olimpiadas de Montreal 1976, donde ganaron la medalla de oro.

## Estadísticas de su carrera en la NBA

### Temporada regular
| Año      | Equipo   | PJ    | PT  | MPP  | %TC  | %3P   | %TL   | RPP | APP | ROB | TPP | PPP  |
| -------- | -------- | ----- | --- | ---- | ---- | ----- | ----- | --- | --- | --- | --- | ---- |
| 1977-78  | Phoenix  | 81    | –   | 32.0 | .526 | –     | .830  | 6.0 | 3.4 | 1.4 | .2  | 24.2 |
| 1978-79  | Phoenix  | 79    | –   | 30.8 | .561 | –     | .831  | 4.7 | 4.3 | 1.9 | .3  | 23.6 |
| 1979-80  | Phoenix  | 75    | –   | 30.8 | .563 | .000  | .819  | 3.6 | 4.5 | 1.5 | .3  | 21.5 |
| 1980-81  | Phoenix  | 78    | –   | 28.0 | .539 | .412  | .836  | 2.6 | 3.9 | 1.2 | .2  | 18.0 |
| 1981-82  | Phoenix  | 55    | 12  | 21.5 | .523 | .188  | .820  | 1.9 | 2.9 | .8  | .1  | 14.4 |
| 1982-83  | Phoenix  | 80    | 79  | 31.1 | .516 | .304  | .818  | 2.5 | 5.0 | 1.5 | .2  | 19.0 |
| 1983-84  | Phoenix  | 78    | 70  | 32.6 | .512 | .230  | .863  | 2.6 | 5.5 | 1.4 | .2  | 20.0 |
| 1984-85  | Phoenix  | 23    | 9   | 24.8 | .450 | .300  | .877  | 1.5 | 4.3 | .8  | .0  | 15.0 |
| 1985-86  | Phoenix  | 70    | 62  | 32.0 | .485 | .237  | .843  | 2.9 | 5.2 | 1.4 | .0  | 21.8 |
| 1986-87  | Phoenix  | 79    | 79  | 33.5 | .514 | .259  | .862  | 3.1 | 4.6 | 1.2 | .1  | 23.6 |
| 1987-88  | Phoenix  | 68    | 48  | 28.7 | .473 | .375  | .887  | 2.3 | 4.1 | 1.3 | .0  | 17.9 |
| 1988-89  | Denver   | 81    | 0   | 22.9 | .498 | .290  | .879  | 1.9 | 2.3 | .9  | .1  | 15.6 |
| 1989-90  | Denver   | 69    | 0   | 23.7 | .481 | .130  | .912  | 2.6 | 2.2 | .9  | .1  | 17.5 |
| 1990-91  | Denver   | 39    | 13  | 26.8 | .474 | .303  | .915  | 3.2 | 2.2 | 1.6 | .1  | 18.7 |
| 1990-91  | Portland | 32    | 1   | 13.7 | .446 | .333  | .913  | 1.8 | 1.3 | .6  | .0  | 6.1  |
| 1991-92  | Denver   | 46    | 0   | 16.1 | .459 | .313  | .872  | 1.5 | 1.5 | .6  | .0  | 9.9  |
| Total    | Total    | 1,033 | 373 | 27.9 | .511 | .272  | .851  | 3.0 | 3.8 | 1.2 | .1  | 18.9 |
| All-Star | All-Star | 6     | 1   | 18.2 | .455 | 1.000 | 1.000 | 3.3 | 2.5 | 1.2 | .0  | 9.8  |

### Playoffs
| Año   | Equipo   | PJ | PT | MPP  | %TC  | %3P  | %TL   | RPP | APP | ROB | TPP | PPP  |
| ----- | -------- | -- | -- | ---- | ---- | ---- | ----- | --- | --- | --- | --- | ---- |
| 1978  | Phoenix  | 2  | –  | 33.0 | .475 | –    | .750  | 8.5 | 4.0 | 1.5 | .0  | 25.0 |
| 1979  | Phoenix  | 15 | –  | 32.7 | .520 | –    | .813  | 4.6 | 5.3 | 1.7 | .3  | 22.1 |
| 1980  | Phoenix  | 8  | –  | 30.6 | .504 | .000 | .737  | 2.9 | 4.4 | .5  | .1  | 20.8 |
| 1981  | Phoenix  | 7  | –  | 28.4 | .481 | .000 | .588  | 2.7 | 3.1 | 1.0 | .1  | 16.0 |
| 1982  | Phoenix  | 7  | –  | 24.7 | .448 | .333 | .917  | 3.1 | 4.3 | .7  | .1  | 18.1 |
| 1983  | Phoenix  | 3  | –  | 37.7 | .435 | .500 | .810  | 5.0 | 4.3 | 2.0 | 1.7 | 26.0 |
| 1984  | Phoenix  | 17 | –  | 36.6 | .535 | .273 | .897  | 2.7 | 6.4 | 1.7 | .2  | 24.9 |
| 1989  | Denver   | 3  | 0  | 31.3 | .517 | .000 | 1.000 | 1.7 | 1.3 | 1.0 | .0  | 25.7 |
| 1990  | Denver   | 3  | 0  | 23.3 | .400 | .000 | 1.000 | 3.0 | 2.0 | .3  | .0  | 14.0 |
| 1991  | Portland | 13 | 0  | 8.5  | .396 | .000 | .833  | 1.2 | .5  | .3  | .0  | 3.3  |
| Total | Total    | 78 | ?  | 28.0 | .496 | .192 | .830  | 3.1 | 4.0 | 1.1 | .2  | 18.6 |

## Logros y reconocimientos
- Medalla de Oro en Montreal 1976
- Rookie del Año de la NBA (1978)
- Mejor quinteto de rookies de la NBA (1978)
- 2 veces 2.º mejor quinteto de la NBA (1978 y 1979)
- 6 veces All Star (1978, 1979, 1980, 1981, 1984 y 1987)
- Máximo anotador de la historia de los Phoenix Suns
- Dorsal #6 retirado por Phoenix Suns
- Naismith Memorial Basketball Hall of Fame (2024)

### Partidos ganados sobre la bocina
|      | con Phoenix Suns             |
| (PO) | Denota un partido de PlayOff |

| Número | Tiro               | Margen | Resultado | Oponente               | Fecha                 |
| ------ | ------------------ | ------ | --------- | ---------------------- | --------------------- |
| 1      | Tiro en suspensión | -1     | 89-88     | Portland Trail Blazers | 28 de octubre de 1979 |
| 2      | Tiro en suspensión | Empate | 99-101    | Atlanta Hawks          | 17 de enero de 1980   |
| 3      | Triple             | -1     | 117-119   | San Antonio Spurs      | 7 de marzo de 1985    |

## Vida personal
Después de su retirada, fue comentarista para los Nuggets, y desempeñó labores de ojeador para Washington Wizards. Pasados los años sus relaciones con los Suns mejoraron, y en 1994 su camiseta con el número 6 fue retirada como homenaje, pasando a formar parte en 2004 del denominado Ring of Honor de los Phoenix Suns.
Su sobrino Hubert Davis jugó también en los Tar Heels y en la NBA.
Falleció el 2 de noviembre de 2023, mientras visitaba a unos familiares en Charlotte, Carolina del Norte, por causas naturales.